# Emirica
Emirica (macedónul: Емирица) település Észak-Macedóniában, a Északkeleti körzetben, Kratovo községben.

## Népesség
| Lakosok száma | 243  | 266  | 268  | 239  | 104  | 44   | 37   | 18   | 2    |
|               | 1948 | 1953 | 1961 | 1971 | 1981 | 1991 | 1994 | 2002 | 2021 |

- 2002-ben 18 lakosa volt, akik közül 17 macedón és 1 egyéb.